# Raubfischer in Hellas (Film)
Raubfischer in Hellas ist eine Verfilmung des gleichnamigen Romans aus dem Jahre 1959 mit Maria Schell, Cliff Robertson und Cameron Mitchell in den Hauptrollen. Regie führte Maria Schells damaliger Ehemann Horst Hächler.

## Handlung
Der junge Seemann Clements möchte nach seinen bitteren Erlebnissen während des Zweiten Weltkriegs an der griechischen Ostküste ein neues Leben als Schwammfischer in der Ägäis beginnen. Doch dort herrscht ein harter Überlebenskampf zwischen den Netzfischern in Kalymnos, ehrbaren Männern, und den wenig zimperlichen und in ihren Fangmethoden ziemlich skrupellosen Raubfischern von Kuluri. Bald gerät Clements zwischen die Fronten der rivalisierenden Fischergruppen.
Der im Gesicht entstellte Anführer der Raubfischer, Psarathanas, der sein Handwerk mit Dynamitstangen ausübt, führt ein strenges Regiment gegenüber seinen Bandenmitgliedern. Auch seine Geliebte Mana hat nicht viel zu lachen unter ihm. Schon seit geraumer Zeit versucht sie, von ihm endlich loszukommen. In dem aufrichtigen Clements sieht sie endlich ihre Chance gekommen. Sie stiehlt ihm all seine Ersparnisse und taucht ab.
Als sich Clements daraufhin den ehrlichen Fischern mit den klassischen Netzfangmethoden anschließt, eskaliert die Situation. Bald nimmt die Rivalität beider Fischergruppen an Härte zu, der Kampf um den besten Fang wird gnadenlos und fordert das erste Opfer. Mana lernt Clements besser kennen und verliebt sich schließlich in ihm. Sie beschließt daraufhin, ihm sein Geld zurückgeben. Das junge Glück entscheidet sich, die Gegend zu verlassen und anderswo einen Neuanfang zu wagen. Doch Psarathanas erfährt von der geplanten Flucht und stellt seinen Rivalen. In einem Zweikampf erschlägt Clements den schurkischen Gegenspieler. Bei dem Versuch, seinen Freund Kapitän Stassi zu retten, geht Clements mit seinem Boot in der aufgewühlten See unter. Mana bleibt allein auf ihrer Insel zurück.

## Produktionsnotizen
Der von der Tele-Film GmbH München produzierte und in Zusammenarbeit mit der Dubrabva Film (Zagreb) und der Michael Arthur Film Production (Hollywood) hergestellte Film Raubfischer in Hellas basiert lose auf der gleichnamigen Romanvorlage von Werner Helwig. Er wurde von Mai bis August 1959 an der Adria und auf der Insel Mana vor der Dalmatinischen Küste gedreht. Die Welturaufführung war am 5. November 1959 in Wien, die deutsche Erstaufführung am 10. November 1959 in Frankfurt am Main. In den USA lief der Film 1961 unter dem Titel As the Sea Rages an.
Die Bauten stammen aus der Hand des Ehepaars Otto Pischinger und Herta Hareiter; letztgenannte entwarf auch die Kostüme. Walter Ulbrich adaptierte die Romanvorlage für den Film, die schließlich von dem Briten Jeffrey Dell und dem US-Amerikaner Jo Eisinger zu einem Drehbuch geformt wurde. Klaus Werner diente Chefkameramann Kurt Hasse als dessen Assistent. Ernst Hofbauer und Wolfgang Kühnlenz arbeiteten Horst Hächler als Regieassistenten zu.
Wie Der Spiegel in seiner Ausgabe von 12. August 1959 von den Dreharbeiten berichtete, kam es zu allerlei Schwierigkeiten mit den beiden Hollywood-Mimen Cliff Robertson und Cameron Mitchell. Während der erstgenannte Schauspieler einen Nervenzusammenbruch erlitten haben soll, habe sich der zweite nach Triest abgesetzt und die Weiterarbeit solange verweigert, ehe ihm nicht seine komplette Gage ausgezahlt worden sei.

## Kritiken
Die nationale wie internationale Filmkritik ließ kein gutes Haar an der Umsetzung des Romans. Nachfolgend einige Beispiele:
Der Spiegel befand in seiner Ausgabe vom 9. Dezember 1959: „Die umständlich geratene Leinwandfassung des Romans von Werner Helwig fördert so ausgiebig die Langeweile im Kinohaus, daß auch die Gefühlsabsonderung der Hauptdarstellerin Maria Schell für die Popularität dieses Films nichts ausrichten dürfte. In erprobter Weise kullert ihr zum tragischen Schluß eine große Träne langsam über die Wange.“

„Schwermütiges und um eine Atmosphäre des Geheimnisvollen bemühtes Drama um den Konflikt zwischen den Bewohnern zweier griechischer Fischerinseln, die sich mit unversöhnlichem Haß bekämpfen. Trotz bemerkenswerter Kameraarbeit letztlich unbefriedigend, da der Anspruch auf Tiefgründigkeit uneingelöst bleibt.“

Bosley Crowther urteilte am 18. Mai 1961 in der New York Times: „The drama, concerned with the frustration of an off-island fellow and an island girl in trying to escape the vengeance of the brutal ruler of the island fisherman, is a feeble stab at entertainment, incoherent and lacking suspense, except in a couple of incidents wherein men battle grimly with the sea.“
Leonard Maltin bemängelte das „konfuse Drehbuch“.